# رابالو
ربالو هي بلدية تقع في مقاطعة جنوة في لغوريا شمالي إيطاليا. وصل عدد سكانها في 2011 إلى 30742 نسمة، وهي واقعة على ساحل بحر لغوريا على خليج تيقوليو بين بورتوفينو وتشيفاري.
المناخ مناخها معتدل والعديد من الفلل مبنية خلف على تلال المدينة المرتفعة خلف المدينة والتي لتحميهم من الرياح الشمالية القوية. وتقع منطقة رابالو في باركو ناتيورال ريجونال دي بورتوفينو Parco Naturale Regionale di Portofino وتشمل اراضي ست بلديات

## السكان
في سنة 1861 بلغ عدد السكان 10٬491 نسمة، وتطور العدد ليصل في سنة 2011 لـ 29٬226 نسمة.
يظهر هذا المخطط البياني تطور النمو السكاني لـ رابالو

## التاريخ
أول مستوطنة تعود على الأرجح للقرن الثامن قبل الميلاد إلا أن النتائج لم توضح ما إذا كانت يونانية ام أترورية وعندما غزاها اللومبارديون في عام 643 وأدرجت قرية رابالو في مقاطعة جنوة تحت حكم شارلمان.
ويظهر اسم المدينة لأول مرة في وثيقة من عام 964، وفي عام 1229 انشئها بودستا رابالو، وأصبحت البلدة تحت سيادة جنوة في عام 1229وبقيت تحت اشرافها حتى الحروب النابيليونية. وفي عام 1284 شاركت سفن من بلدة رابالو في المعركة الشهيرة ميلوريا وفي الخامس من سبتمبر في عام 1494استولى عليها اراغون ولكن بعد ثلاثة أيام أطاح بها2500 جندي سويسري.
خلال القرن السادس عشرهاجم العثمانيون والقراصنة البربريون البلدة تعرضت البلدة للهجوم والنهب من قبل العثمانيون والقراصنة البربريون ولمساعدة القررية في دفاعها ضد هذه الهجمات تم بناء القلعة على الواجهة البحرية وفي عام 1608 قدمت رابالو من تلقاء نفسها، كجزء من جمهورية جنوة.
وفي أواخر القرن الثامن عشر استولى عليها الفرنسيون وبعد عدة اشتباكات مع القوات الروسية النمساوية في عام 1805 ضمتها إلى منطقة ابينينس، وفي عام 1814 قام الإنجليز بتحريرها وأُعطيت المدينة في العام التالي إل ى مملكة سردينيا بيدمونت كجزء من دوقية جنوا، وفي آواخر عام 1917عقد مؤتمر إنجليزي فرنسي ايطالي في رابالو عقب الهزيمة الايطالية الوخيمة في كابوريتو وأقر فيه إنشاء مجلس حرب أعلى في فرساي ولنقل بعض الجنود الفرنسيين والبريطانيين إلى الجبهة الإيطالية وفي الثاني عشر من شهر نوفمبر من عام1920وقع كلاً من إيطاليا ومملكة الصرب والكروات والسلوفينيين (المسمية مؤخراً بيوغوسلافيا) معاهدة رابالو عام 1920والتي حلت قضايا الحدود بينهم دون الإشارة إلى الحلفاء الاخرين. كما حصلت إيطاليا على قمة جبال الألب جوليان المهمة استراتيجيا كحدود لها في الشمال الشرقي وأبرم في رابالو ايضاً معاهدة رابالو الروسية الألمانية في أبريل من عام 1922 والتي تنص على تخلي البلدين بالمطالبة بتعويضات الحرب وتجديد العلاقات الدبلوماسية بينهم وشهد هذا الاتفاق ظهور روسيا وألمانيا من العزلة الدبلوماسية الناجمة عن الحرب العالمية الأولى، وخلال الحرب العالمية الثانية قتلت القوات الاحتلال الألمانية العديد من أنصار رابالو.
وقد عُرفت رابالو بمناخها المعتدل مما جعل معظم الأثرياء الإيطاليين الذين يعيشون في شمال غرب إيطاليا يفضلونها كوجهة للإقامة في الشتاء على مر السنين بالإضافة إلى قربها من الساحل مما يجعل الشتاء معتدلاً، حيث يمكن للناس التمتع بالتجوال بسهولة على الكورنيش المشمس ويمكن للاعبي القولف التمتع بواحدة من أقدم الدورات التدريبية في إيطاليا المفتتحة في عام 1930.
كتب فريدريك نيتشة أن أفكار زرادشت طرأت عليه بينما كان يمشي على الطريقان المحيطان برابالو، وفقاً لإليزابيث فروستر نيتشة في مقدمة ترجمة توماس المشتركة “هكذا تكلم زرادشت”. والكاتبة ازرا بوند عاشت معظم اواخر عام 1920وعام 1930 في البلدة.
المؤلف، رسام الكاريكاتير ومؤلف الباروديا ماكس بيرهوم عاش في رابالو الفترة من 1910 حتى وفاته في عام 1956، عائداً إلى بريطانيا خلال الحرب العالمية الأولى والحرب العالمية الثانية.
مصمم المسرح المؤثر والفنان جوردون كريج عاش في فيلا راجيو، مجاوراً لبير بوهم من عام 1917 وحتى 1928.

## المعالم السياحية الرئيسية
- كاستيللو سول ماري (قلعة على البحر) والتي أقيمت عام 1551 لمواجهة هجمات القراصنة المتكررة ويشتمل على كنيسة صغيرة للقديس كاجاتان والذي بني في عام 1688.
- في بونتا دي كاستيلو باجانا Pagana هو مقر فرسان مالطا. تم الانتهاء من ذلك في 28 يوليو عام1631.
- البرج التاريخي لفيشي وتوري سيفيكا1473.
- بورتا ديل الملحية، البوابة الوحيدة المتبقية من الجدران القديمة.
- كنيسة القديسين قيرفاسيوس وبورتاسيوس. Gervasius وProtasius، أُوقفت سنة 1118 وأعيدت في أوائل القرن ال17 وفي عام 1679 أٌضيفت أجزاء مزخرفة جديدة، وألغي الطابع الروماني السابق للأضرح ويحتوي على برج الجرس المائل.
- كنيسة القديس فرنسيس الأسيزي (منذ عام 1519).
- معبد نوسترا السنيورة دي مونتاليغرو ("سيدة مونتاليغرو"، 1558-1640).
- دير فالي كريستي المدمر (القرن ال13)، هُجر في عام 1568 بعد إتلاف القراصنة له.

## أبرز الأشخاص
ماكس بيرهوم رسام الكاريكاتير والكاتب عاش في رابالو في الفترة من 1910 حتى وفاته في عام 1956.
ولد دومينغو غيرردلي، مؤسس شركة الشوكولاته غيرردلي في رابالو في عام 1817 وتوفي هناك أيضا أثناء زيارته في عام 1894.
السير ادموند جيريماني هورنبي، الرئيس القاضي السابق في المحكمة القنصلية البريطانية العليا في القسطنطينية والمحكمة العليا البريطانية للصين واليابان توفي في رابالو في عام 1896 ودفن هناك.

## التنقل
محطة سكة الحديد رابالو، وافتتحت في عام 1868، كجزء من خط سكة الحديد بيزا-لا سبيتسيا جنوة.

## الصور

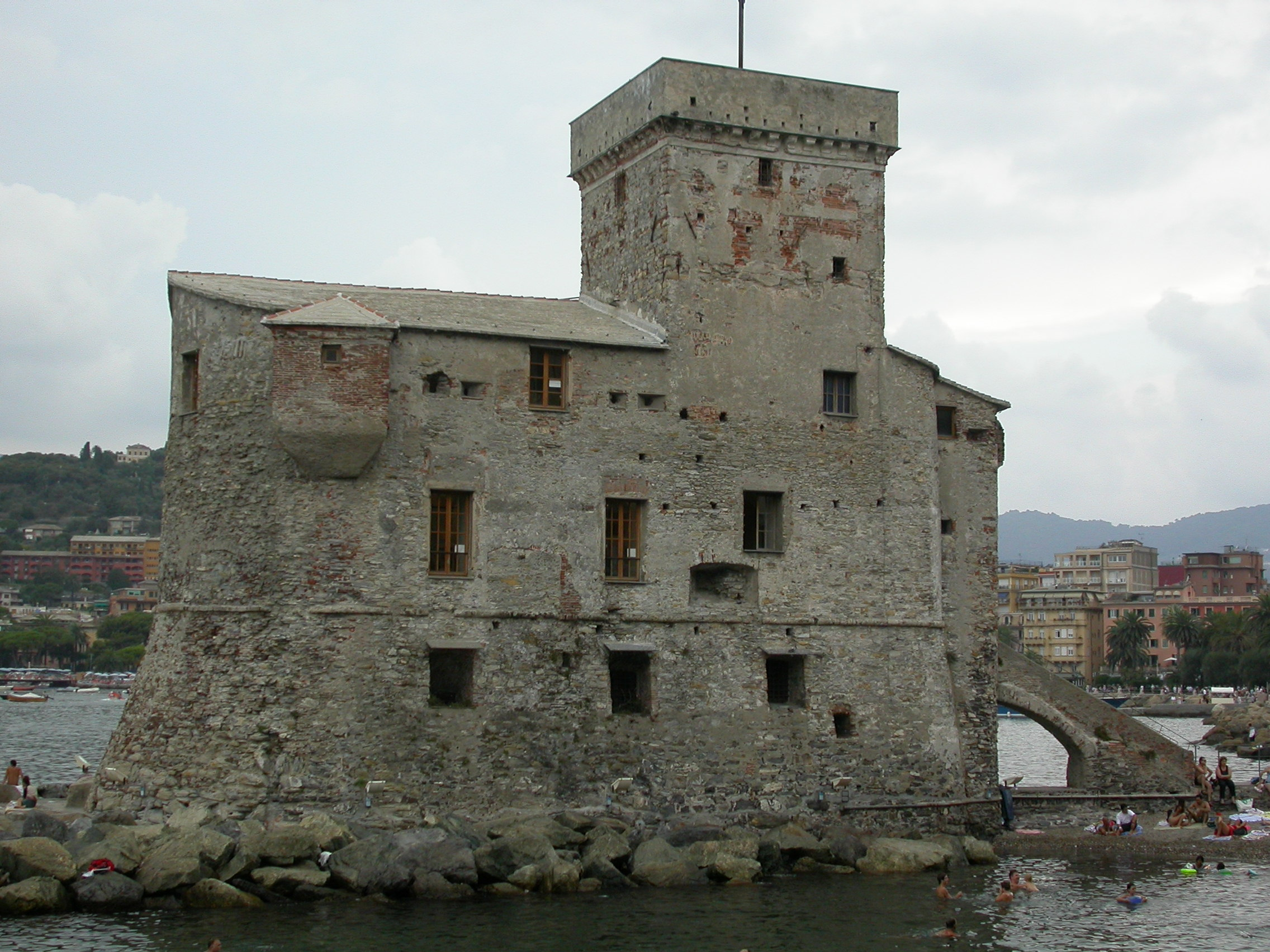
قصر رابالو

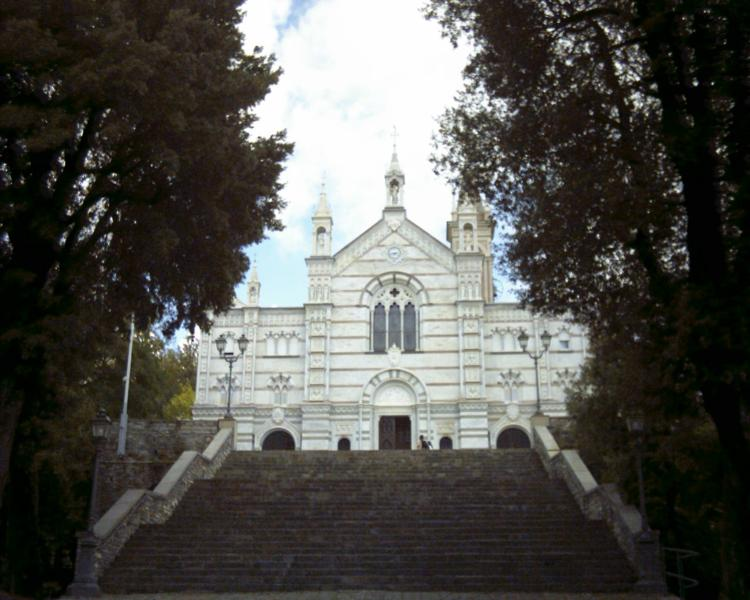
ملجأ نوسترا سينيورا دي مونتليقرو

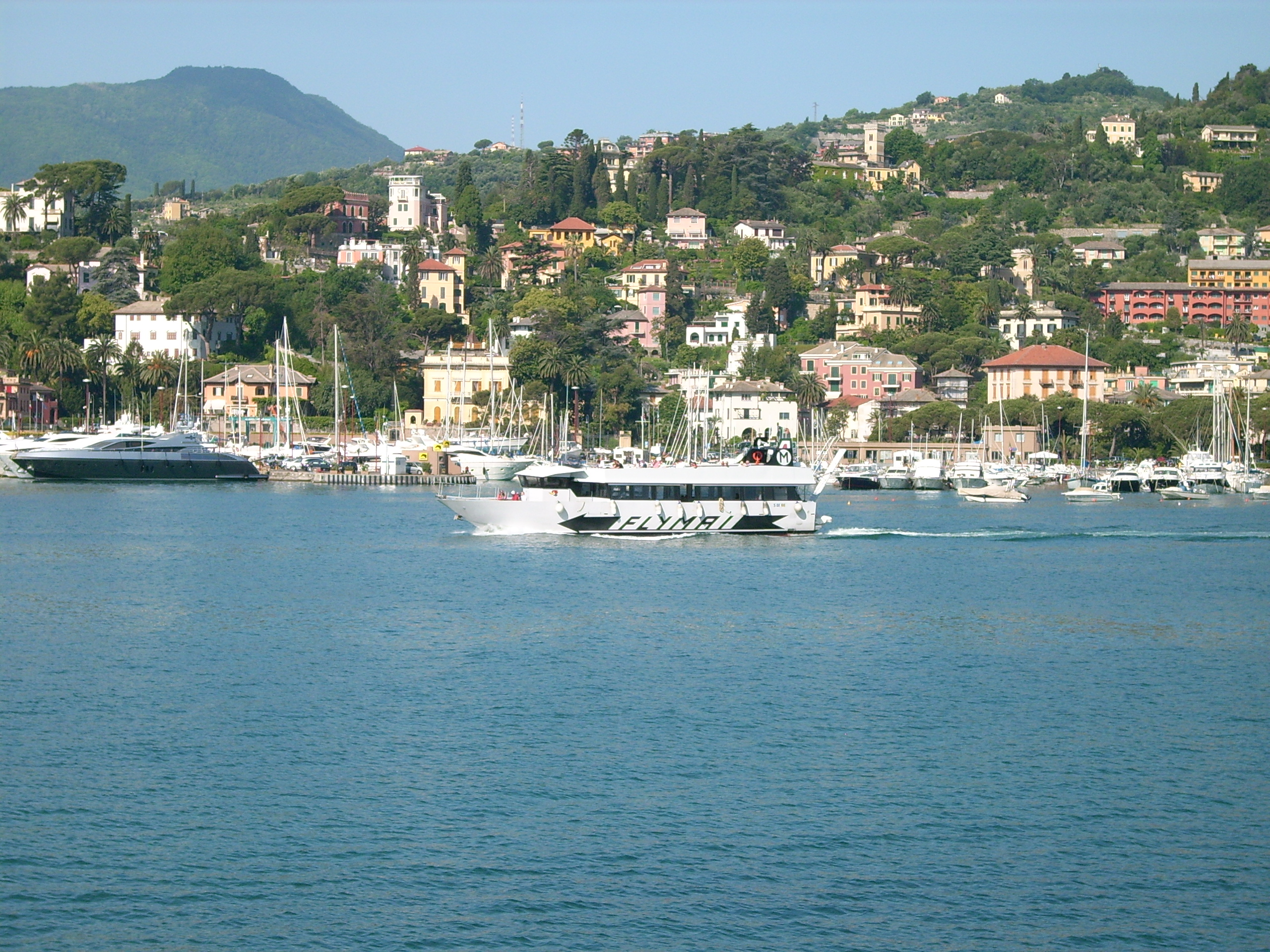
الواجهة البحرية لرابالو

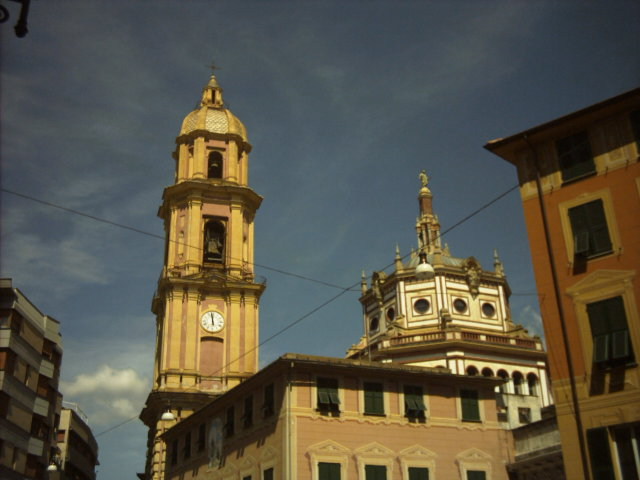
برج الجرس وقبة قاعدة سان جرافاسيو اي بروتاسيو

## روابط خارجية
http://www.parcoportofino.it/
http://www.5terre.com/FrameSet.php?LeftPriMenu=004&LeftSecMenu=001&LeftFile=003/001.htm نسخة محفوظة 25 أكتوبر 2005 على موقع واي باك مشين.